# Richard Dunne
Richard Dunne (født 21. september 1979 i Dublin) er irsk tidligere fodboldspiller. Han spillede gennem karrieren for Everton, Manchester City, Aston Villa og Queens Park Rangers.